# Paul Goukowsky
Paul Goukowsky, né le 2 juin 1938 à Cherbourg est un universitaire français, helléniste et historien, spécialiste de l'historiographie grecque.

## Biographie
Paul Goukowsky obtient l'agrégation des lettres en 1962 et enseigne ensuite au lycée d'Angers. Il est docteur ès-lettres en 1977, après avoir soutenu une thèse sur le mythe d'Alexandre. En 1965, il est nommé à l'université de Nancy, où il fait toute sa carrière, comme assistant, puis maître-assistant (1971), maître de conférences (1978) et enfin professeur de langue et littérature grecques (1979). Il prend sa retraite en 2006.
Il est élu correspondant (1997), puis membre (2008) de l'Académie des inscriptions et belles-lettres au fauteuil de Colette Caillat.
Il a notamment réalisé l'édition critique et la traduction d'une partie des œuvres de Diodore de Sicile et d'Appien.

## Publications
- Essai sur les origines du mythe d’Alexandre (336-270 av. J.-C.), I : Les origines politiques, 360 p. ; II, Alexandre et Dionysos, 200 p., Nancy, Université de Nancy II, 1978 et 1981 (thèse).
- Études de philologie et d’histoire ancienne, 2 vol., Nancy, ADRA, 2009 (recueil d’articles).
- Études de philologie et d'histoire ancienne, t. 3, Alexandrie, lieux de culte et de mémoire : sur les traces d'Héphaestion et d'Alexandre, Nancy, ADRA, 2014.
- Appien, Histoire Romaine, L'ibérique, tome 2, livre VI, texte établi et traduit par Paul Goukowsky, C.U.F., Belles-Lettres, 1997.

## Distinctions
- Chevalier de l'ordre des Palmes académiques